# Peter Deyhle
Peter Deyhle (* 20. November 1936 in Stuttgart) ist ein Schweizer Gastroenterologe und Pionier der Endoskopie.  Die von ihm eingeführte endoskopische Entfernung von Darmpolypen (die nach Bert Vogelstein Vorstufen zu bösartigem Darmkrebs sein können) wird heute vielfach in Vorsorgeuntersuchungen (Darmspiegelung) angewandt.

## Leben
Deyhle erhielt eine Ausbildung in Innerer Medizin am Städtischen Krankenhaus Werdohl und am Universitätsklinikum Erlangen. Auf der Zwischenstation Pathologie war er zwei Jahre an der Universität Mainz und für ein Jahr dort auch in der Radiologie tätig. Eine Weiterbildung in Gastroenterologie erhielt er an der Universitätsklinik Erlangen. 1971 war er Oberarzt an der medizinischen Poliklinik Universitätsspital Zürich. 1973 erfolgte seine Habilitation, 1976 erhielt er eine Professur.
Er schrieb über 350 wissenschaftliche Publikationen, darunter über neue Methoden und Ersteingriffe.
Mitte der 1970er Jahre initiierte er – Jahre seiner Zeit voraus – ein Forschungsprojekt zur laparoskopischen Cholezystektomie, Appendektomie und Vagotomie des Magens, und erhielt dazu einen Forschungskredit von der Stiftung Helmut Horten Villalta. Das Projekt wurde aufgrund mangelnder chirurgischer Unterstützung eingestellt. 1980 verließ Deyhle die Universität und widmete sich anderen Aufgaben.

## Schriften
- Zur Messung der Talgdrüsensekretion mit dem Prinzip des Sobographen. Dissertation, Tübingen 1962.
- mit F. Paul: Die Endoskopie des proximalen Dickdarms, in: Therapiewoche, Band 20, 1970, S. 1803.
- mit S. Jenny, I. Fumagalli: Fiberendoskopie des Dickdarms: klinische Wertigkeit, in: Ottenjann R. Witzstrock (Hrsg.), Optimierte rationelle Diagnostik in der Gastroenterologie, Baden-Baden 1973.
- mit H. Sulser, P. Clavadetscher, H. J. Nüesch, E. Kohler: Koloskopische Polypektomie, in: Klinikarzt, Band 4, 1975, S. 489–491.
- Koloskopie. In: Internist, Band 17, 1976, S. 204–208.
- Zur Vorsorgeuntersuchung beim Dickdarmkarzinom. In: Deutsche Medizinische Wochenschrift, Band 101, 1976, S. 1226–1228
- Das Dickdarmkarzinom – Diagnose, Vorsorge, Prophylaxe. In: Internist, Band 20, 1979, S. 39–43.

## Weltweite Ersteingriffe und neue Methoden
Deyhle entwickelte neue Methoden und praktizierte mehrere Ersteingriffe, darunter:
- Urämiediagnostik am Leichenherz[1]
- Erste Serie konsekutiver Koloskopien[2][3], die erste Serie von Notfallkoloskopien[4] und die Entwicklung der Einführungstechnik der Koloskopie[2][5][6][7]
- Erste Polypektomie im Colon[8][9] und die Methode zur Abtragung breitbasiger Kolonpolypen[10]
- Ileoskopie[11]
- Mukosektomie in Colon, Magen und Dünndarm[10][12][13][14]
- Experimentelle Untersuchungen zur elektrohydraulischen Lithotripsie im Choledochus[15]
- Endoskopische Therapie einer Choledochocele[16] und eines Magenfrühkarzinoms[17]
- Endoskopische Spaltung einer Uretero-Ileoanastomose[18], sowie die Endoskopie von Ileum-conduits[19] und die Endoskopie des gesamten Dünndarms[20]
- Entwicklung eines Schallkopfes zur Biopsie unter Realtimebedingungen[21]
- Perorale Entfernung von Choledochussteinen[10]
- 1969 Konstruktion und Herstellung eines Polypektoms, das von den Firmen Storz, Wolf und Olympus in Lizenz gebaut und vertrieben wurde.

## Mitgliedschaften, Ehrenämter, Auszeichnungen
- 1974 Gewähltes Mitglied der Bockus Society

- 1975 Wahl zum wissenschaftlichen Beirat der deutschen Gesellschaft für gastroenterologische Endoskopie

- 1976 Gewähltes Mitglied der European Endoscopy Study Group

- 1977 Wahl zum korrespondierenden Mitglied der deutschen Gesellschaft für Endoskopie

- 1977 Wahl auf die Berufungsliste für den Lehrstuhl für innere Medizin der Universität München

- 1978 Wahl zum Co-Editor der Fachzeitschrift Endoscopy

- 1978 Verleihung des Georg Götz-Preises der Universität Zürich

- 1979 Wahl zum Präsidenten der schweizerischen Arbeitsgruppe für gastroenterologische Endoskopie für 1981 und 1982